# Piper teysmanii
Piper teysmanii är en pepparväxtart som beskrevs av C. Dc.. Piper teysmanii ingår i släktet Piper och familjen pepparväxter. Inga underarter finns listade i Catalogue of Life.